# Черемошня
Черемо́шня — село в Україні, в Золочівському районі, Львівської області. Відстань до райцентру становить 14 км. Така сама відстань і до колишнього райцентру Олеська, що проходить автошляхом місцевого значення. Відстань до найближчої залізничної станції Ожидова становить 10 км.
Черемошня разом з селами Білий Камінь, Бужок, Гавареччина, Розваж, Підлисся входили до складу Білокамінської сільської ради. Населення становить 266 осіб.

## Населення
Наприкінці XIX століття в селі налічувалося 120 дворів (у тому числі і 6 дворів на хуторі Булки), які розташовувалися всього на двох вулицях. Мешкали тут українці, поляки, євреї, але лише українська громада мала свою парафію з храмом.
| 1880 | 519 | 195 | 260 | 64 |
| 1890 |     |     | 271 |    |
| 1900 |     |     | 372 |    |
| 1910 |     | 275 | 390 |    |
| 1936 |     | 278 | 319 |    |
| 2001 | 266 |     |     |    |

## Географія
Через село протікає річка Західний Буг.
За 1 км на північний схід від села знаходиться пам'ятка природи місцевого значення — Свята Гора.

## Історія

### Перша письмова згадка
В історичних джерелах XV століття згадується як «Czeremoszna», «Czeremaszna», «Czeremeschna», «Czeremeszno»" та у деяких інших подібних формах.
Першою письмовою згадкою про село можна вважати 1432 рік у зв'язку із записом у грамоті польського короля Ягайла про Олехна Черемоського («Olechno Czeremoski») — військового шляхтича-землянина, який відбував службу в Олеському замку і володів службовим замковим селом Черемошнею. За участь в антипольському повстанні 1431—1432 років під проводом Олеського старости і воєводи руського Івашка Богдана Рогатинського польський король Ягайло спочатку конфіскував в Олехна Черемоського це поселення, але згодом, схоже, повернув йому назад.

### Колишні власники села
Шляхтич Олехно вдруге згадується як «олеський землянин», тобто знову ж військовий службовець Олеського замку у 1439 році, коли новий польський король Владислав III Варненчик за сумлінну службу передав йому у користування королівське село Комарів. Тож у 1440-х та на початку 1450-х років Олехно Черемоський виступає не лише як дідич Черемошні, а й як посідач сусідніх королівських сіл Комарів і Ушня.
Найчастіше Черемошня згадується у зв'язку з її власником Олехном Черемоським («Olechno de Czeremeszna», «Olechno Czeremaszky»). З 1452 року фіксуються активні судові спори між Олехном Черемоським і Матвієм Снятином, який через суд став посесором королівських сіл Ушня і Комарів, позбавивши такого права Олехна.
Через суд Олехно Черемоський вирішував спірні питання з впливовими особами Руського воєводства, як, наприклад, з львівським воєводою Петром Одровонжом, олеським старостою Яном Сененським. Судові суперечки стосувалися також Марії Хильчицької (землевласниці з Хильчиць), жителів Пітрич Малоша і Ходора (Ходька).
В опублікованих джерелах згадуються також дружина Олехна Черемоського на імення Федька, сини Олександр і Андрій (Богдан), внуки Микола, Андрій і Фелікс Богдановичі, які формували династію шляхтичів Черемоських.
У 1515 році Черемошня мала 4 лани оброблюваної землі, тобто близько 80 га. Однією половиною земельної власності володів Жоратинський, а другою — Андрій Черемоський. У власності останнього перебував і водяний млин. Податок з млинового кола оцінювався в 1 фертон (четверту частину гривні).
Через село пролягав давній тракт, що вів із Гологорів через Княже, Почапи та Черемошню до Олеська. Біля Черемошні він сполучався з іншою важливою дорогою, що також вела до Олеська, але зі Львова через Глиняни і Бужок.
Відомий польський історик і етнограф Олександр Яблоновський, описуючи Львівську землю  Руського воєводства у XVI столітті, найзначнішим (гніздовим) поселенням Олеської волості на берегах горішнього Бугу вважав село Черемошню, а містечка Сасів і Білий Камінь називав закладеними пізніше.
У 14 томі «Актів гродських і земських з часів Речі Посполитої з так званого Бернардинського архіву у Львові», який охоплює найдавніші записки Львівських судів 1440—1456 років, Черемошня фігурує щонайменше у 60 судових записках. Часто зустрічаються згадки про нього і в інших томах цього фундаментального видання. На відміну від Білого Каменя, про якого в опублікованих «Актах гродських і земських…» не виявлено жодної згадки періоду XV—XVI століть.
На початку XVII століття князь Дмитро Юрій Вишневецький збудував на західній околиці Черемошні, біля межі з Бужком оборонний замок (1611) і мурований костел (1613). Як зазначав мандрівник Ульріх фон Вердум, «замок збудований з білого каменю італійським способом з вежами по боках, оточений вежами і озером». Особливість будівельного матеріалу — «білого каменю» — стала словотвірною основою назви нового населеного пункту
Вважається, що самостійним населеним пунктом Білий Камінь став 1614 року, коли відбулося розмежування між ним та сусідніми селами — Черемошнею та Ушнею
Білий Камінь виявився затисненим між Бужком та Черемошнею на невеликій земельній ділянці та відрізаний широкою смугою земель Черемошні від основних білокамінських угідь, що були компактно зосереджені трохи далі на півночі та північному сході з центром у Гавареччині. Тому 1632 року мешканці Білого Каменя добилися привілею від белзького воєводи Костянтина Вишневецького на право пасти худобу на вільних пасовищах ближніх сусідніх сіл, зокрема користуватися луками сіл Черемошня та Жуличі.
1649 року Черемошня, як і Ушня, входять складу нового маєткового ключа, що починає формуватися з центром у Білому Камені. Під час Національно-визвольної війни під проводом Богдана Хмельницького села сильно постраждали від нападів зрадливих спільників козаків — татарів. Серед записок Львівського суду зберігається повідомлення про те, що Ілько та Грицько Бинкарови з Ушні, Васько Пришляк і Федь із Черемошні присягали Яремі Вишневецькому, воєводі Руської землі. Вони заявляли, що «через спустошення села і млина у Черемошні, вимирання і поневолення людей» зібрали лише 14 золотих податку (поборів) з Ушні і 15 золотих — з Черемошні.

### Походження назви
Назву поселення часто виводять від черемхи — дерева, поширеного в цих місцях. Однак імовірнішим видається походження від слова «черемош» — так у тюрків називають річку, що тече з темного смоляного лісу. Можливо, саме тут зупинялися половці чи татари, а від найменування їхнього місця зупинки біля «черемошу» воно стало зватися Черемошнею (принагідно згадаймо річки Білий Черемош і Чорний Черемош у Карпатах).

### Черемошнянська парафія та її храм
Перша письмова згадка про парафію датується 1515 роком.
Ще в XVII — початок XVIII століття черемошнянська церква була материнською (основною), а білокамінська — дочірньою. Парохами тоді були Данило Маслович, Іоан Сміховський. У 1784—1792 роках парохом Черемошні був о. Лука Галатович, а у 1792—1799 роках — о. Стефан Сидоровський. За о. Стефана було збудовано нову дерев'яну церкву та освячено на честь собору Іоана Хрестителя у 1795 році. У 1799—1806 роках парафію очолив о. Михаїл Левицький, а з 1807 року — о. Григорій Ладанович — парох Білого Каменя і вже відтоді у черемошнянській та білокамінській церквах правили одні і ті ж самі парохи. На той час літургія служилася кожної третьої неділі місяця.
У 1914 році церковні дзвони були реквізовані російською армією для власних потреб. Після Першої Світової війни до церкви було придбано срібну позолочену чашу; чотири ризи — світло-жовту, червону, сіру та яскраво-білу; нові хоругви.
За управителя парафією о. Павла Олійника було вирішено побудувати новий храм, тому що стара дерев'яна церква була у надто поганому стані. Протягом 1932—1936 років, за проектом архітектора Вернюка, на старому прицерковному цвинтарі збудовано нову кам'яну церкву. В плані нова церква була хрестоподібною, однонавовою та освячено на честь Покрови Пресвятої Борогодиці. Будівництво храму розпочалося за о. Петра Олійника, а закінчилося вже за о. Андрія Шуневича. У 1950-х роках в церкві було встановлено іконостас роботи олеських майстрів. У 1962 році радянська влада церкву закрила і лише у 1989 році її було знов відкрито для богослужінь. Відтоді й донині парохом церкви Покрови Пресвятої Борогодиці є о. Євстафій Смук. У 1996—1998 роках храм капітально відремонтовано (до Другої Світової війни будівлю не встигли поштукатурити, то ж зробили це лише тепер).

### Громадське життя села за Австрії
1909 року у Черемошні, за ініціативою місцевих мешканців — Василія, Олекси та Семка Минусорів, Тимка Вовка, Миколая та Йосифа Рудих, Даниїла Михальчишина, Филипа Конашевича, Михаїла Підлиського, Романа Смика, Теодора Чучмана, створено філію білокамінського окружного осередку українського спортивно-руханкового та протипожежного товариства «Сокіл».

## Шкільна освіта
Ще за часів Австро-Угорщини в Черемошні була однокласна школа з польською мовою викладання, в штаті якої був лишень один вчитель.
На зламі ХІХ—ХХ століть у школі вчителювала Меланія Грабовська, а від 1907 року — Гелена Петрович. У 1914 році в школі навчалося 36 дітей. За часів ІІ Речі Посполитої, у 1932—1933 роках у школі навчалося вже 75 дітей, з них: українці — 32, поляки — 41, євреї — 2. У школі була одна класна кімната загальною площею 51 м², а для вчителів було передбачено одне помешкання, яке складалося з чотирьох кімнат та кухні.
Під час німецької окупації та після закінчення Другої світової війни тут вчителювала Галина Лотоцька-Бохонко. У 1959—1973 роках школою завідувала Єлизавета Гриндьо.

## Відомі люди

### Учасники визвольних змагань
- Макаровський Володимир — член ОУН, командант боївки Служби безпеки Глинянського районного проводу ОУН (б)[20].